# Kategoriska imperativet

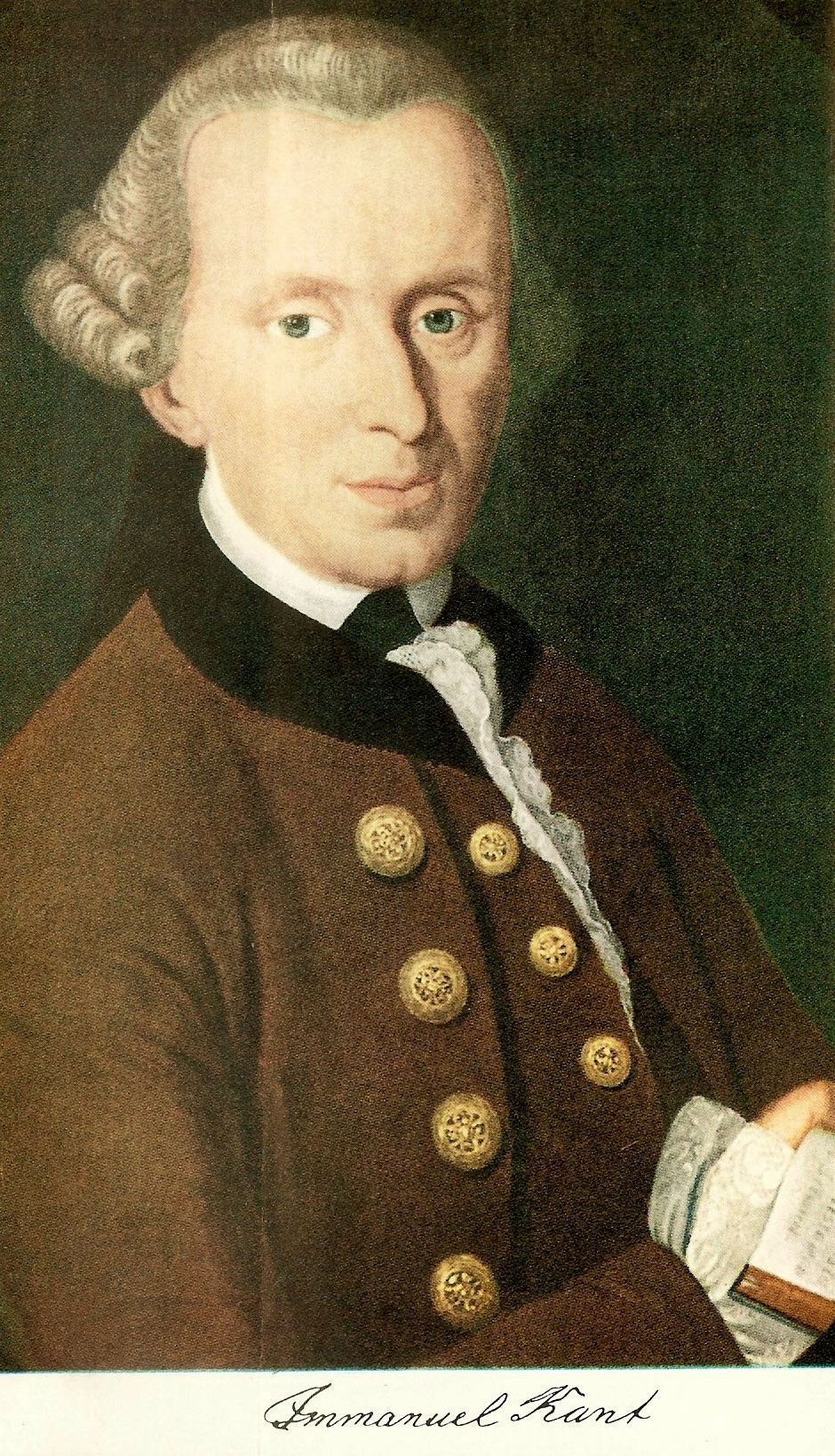
Immanuel Kant

Det kategoriska imperativet formulerades och identifierades av filosofen Immanuel Kant (1724–1804) som moralens högsta princip. I sin grundformulering lyder det "Handla endast efter den maxim genom vilken du tillika kan vilja att den blir en allmän lag". Kant menar dels att detta är en syntetiskt nödvändig sanning, vid betraktande av begreppet "kategoriskt imperativ". Efter avlägsnande av allt empiriskt, eller "materiellt", kvarstår endast lagbundenheten själv. Därav följer det rent formella kravet att anpassa sina handlingar till kravet på lagbundenhet.
Kant formulerade principen i sin Grundläggning av sedernas metafysik från 1785. I samma verk presenterar han ytterligare tre formuleringar av samma princip. Hur man ska tolka detta "samma" är emellertid en tvistefråga inom filosofin alltsedan Kants dagar. En vanlig tolkning är att de är ekvivalenta i den meningen att de ger upphov till samma plikter. De andra formuleringarna lyder i följande ordning:
1. Handla som om maximen för din handling genom din vilja skulle kunna bli allmän lag.
2. Handla så att du aldrig behandlar mänskligheten i [vare sig] din egen [eller någon annan] person bara som ett medel utan alltid tillika som ett ändamål.
3. Handla enligt maximerna tillhörande en allmänt lagstiftande medlem i ett blott möjligt ändamålens rike.

Enligt Kant följer den tredje formuleringen från de två första.